# ماکس رابه
ماکس رابه (انگلیسی: Max Raabe؛ زادهٔ ۱۲ دسامبر ۱۹۶۲) یک موسیقی‌دان اهل آلمان است. وی از سال ۱۹۹۲ میلادی تاکنون مشغول فعالیت بوده‌است.